# Кюляярви (озеро, Лоймольское сельское поселение)
Кю́ляя́рви (фин. Kyläjärvi) — озеро на территории Лоймольского сельского поселения Суоярвского района Республики Карелия.

## Общие сведения
Площадь озера — 1 км². Располагается на высоте 170,8 метров над уровнем моря.
Форма озера продолговатая, вытянуто с запада на восток. Берега каменисто-песчаные, частично заболоченные.
С северо-запада озеро короткой протокой соединяется с озером Ягляярви.
В северо-восточной стороне из озера вытекает река Поясйоки, которая, протекая озеро Поясъярви, втекает в реку Айттойоки.
Название озера переводится с финского языка как «деревенское озеро».
Код водного объекта в государственном водном реестре — 01040100111102000016627.